# Ardian Bujupi/Diskografie
Diese Diskografie ist eine Übersicht über die musikalischen Werke des deutsch-albanischen Popsängers Ardian Bujupi. Seine erfolgreichste Veröffentlichung ist die Single Wie im Traum, die die Charts aller D-A-CH-Staaten erreichte, sich in Deutschland in den Top 20 platzierte und mit einer Goldenen Schallplatte in der Schweiz ausgezeichnet wurde.

## Alben

### Studioalben
| Jahr | Titel Musiklabel                 | Höchstplatzierung, Gesamtwochen, AuszeichnungChartplatzierungen (Jahr, Titel, Musiklabel, Platzierungen, Wochen, Auszeichnungen, Anmerkungen) | Höchstplatzierung, Gesamtwochen, AuszeichnungChartplatzierungen (Jahr, Titel, Musiklabel, Platzierungen, Wochen, Auszeichnungen, Anmerkungen) | Höchstplatzierung, Gesamtwochen, AuszeichnungChartplatzierungen (Jahr, Titel, Musiklabel, Platzierungen, Wochen, Auszeichnungen, Anmerkungen) | Anmerkungen                             |
| Jahr | Titel Musiklabel                 | DE | AT | CH | Anmerkungen                             |
| ---- | -------------------------------- | --- | --- | --- | --------------------------------------- |
| 2011 | To the Top FirstLoveMusic (GA)   | DE75 (1 Wo.)DE | — | CH98 (1 Wo.)CH | Erstveröffentlichung: 9. Dezember 2011  |
| 2015 | Ardicted Trust No One (UMG)      | DE40 (1 Wo.)DE | AT70 (1 Wo.)AT | CH24 (1 Wo.)CH | Erstveröffentlichung: 9. Januar 2015    |
| 2017 | Melodia Ardian Bujupi (SMD)      | DE57 (1 Wo.)DE | AT70 (1 Wo.)AT | CH26 (1 Wo.)CH | Erstveröffentlichung: 9. Juni 2017      |
| 2019 | Rahat Columbia Records (Sony)    | DE32 (1 Wo.)DE | AT67 (1 Wo.)AT | CH38 (1 Wo.)CH | Erstveröffentlichung: 6. September 2019 |
| 2021 | 10 Columbia Records (Sony)       | DE96 (1 Wo.)DE | — | CH31 (3 Wo.)CH | Erstveröffentlichung: 28. Mai 2021      |
| 2022 | Aventura Columbia Records (Sony) | — | — | CH39 (1 Wo.)CH | Erstveröffentlichung: 1. Juli 2022      |
| 2024 | Vegeta Columbia Records (Sony)   | DE98 (1 Wo.)DE | — | — | Erstveröffentlichung: 24. Mai 2024      |

### Mixtapes
| Jahr | Titel Musiklabel     | Höchstplatzierung, Gesamtwochen, AuszeichnungChartplatzierungen (Jahr, Titel, Musiklabel, Platzierungen, Wochen, Auszeichnungen, Anmerkungen) | Höchstplatzierung, Gesamtwochen, AuszeichnungChartplatzierungen (Jahr, Titel, Musiklabel, Platzierungen, Wochen, Auszeichnungen, Anmerkungen) | Höchstplatzierung, Gesamtwochen, AuszeichnungChartplatzierungen (Jahr, Titel, Musiklabel, Platzierungen, Wochen, Auszeichnungen, Anmerkungen) | Anmerkungen                          |
| Jahr | Titel Musiklabel     | DE | AT | CH | Anmerkungen                          |
| ---- | -------------------- | --- | --- | --- | ------------------------------------ |
| 2018 | Arigato Selbstverlag | — | — | CH85 (1 Wo.)CH | Erstveröffentlichung: 27. April 2018 |

## Singles

### Als Leadmusiker
| Jahr | Titel Album                | Höchstplatzierung, Gesamtwochen, AuszeichnungChartplatzierungen (Jahr, Titel, Album, Platzierungen, Wochen, Auszeichnungen, Anmerkungen) | Höchstplatzierung, Gesamtwochen, AuszeichnungChartplatzierungen (Jahr, Titel, Album, Platzierungen, Wochen, Auszeichnungen, Anmerkungen) | Höchstplatzierung, Gesamtwochen, AuszeichnungChartplatzierungen (Jahr, Titel, Album, Platzierungen, Wochen, Auszeichnungen, Anmerkungen) | Anmerkungen                                                                                 |
| Jahr | Titel Album                | DE | AT | CH | Anmerkungen                                                                                 |
| --- | -------------------------- | --- | --- | --- | ------------------------------------------------------------------------------------------- |
| 2011 | This Is My Time To the Top | DE40 (3 Wo.)DE | AT69 (1 Wo.)AT | CH44 (1 Wo.)CH | Erstveröffentlichung: 11. November 2011                                                     |
| 2012 | I’m Feeling Good –         | — | — | — | Erstveröffentlichung: 3. August 2012                                                        |
| 2013 | Penthouse –                | — | — | — | Erstveröffentlichung: 18. März 2013                                                         |
| 2013 | Want U Now –               | — | — | — | Erstveröffentlichung: 31. Mai 2013 feat. Tony T.                                            |
| 2014 | Boom Rakatak Ardicted      | DE60 (1 Wo.)DE | — | — | Erstveröffentlichung: 12. September 2014 mit DJ Mase feat. Big Ali & Lumidee                |
| 2015 | Ewig Ardicted              | — | — | — | Erstveröffentlichung: 30. Juni 2015                                                         |
| 2016 | Na jena njo –              | — | — | — | Erstveröffentlichung: 29. April 2016 feat. Dalool                                           |
| 2016 | E ëmbël –                  | — | — | — | Erstveröffentlichung: 21. Oktober 2016 feat. Dalool                                         |
| 2017 | Keiner Melodia             | — | — | — | Erstveröffentlichung: 12. Mai 2017                                                          |
| 2017 | Alleles Melodia            | — | — | — | Erstveröffentlichung: 26. Mai 2017                                                          |
| 2017 | Andiamo –                  | — | — | — | Erstveröffentlichung: 1. Juni 2017 feat. Capital T                                          |
| 2017 | Repeat Melodia             | — | — | — | Erstveröffentlichung: 2. Juni 2017                                                          |
| 2017 | Aladdin Arigato            | — | — | — | Erstveröffentlichung: 1. Dezember 2017 feat. Eno                                            |
| 2018 | Supermodels –              | — | — | — | Erstveröffentlichung: 2. Februar 2018                                                       |
| 2018 | Primadonna Arigato         | — | — | — | Erstveröffentlichung: 13. Februar 2018                                                      |
| 2018 | Côte d’Azur Arigato        | — | — | — | Erstveröffentlichung: 9. März 2018 feat. Hooss                                              |
| 2018 | Arigato                    | — | — | — | Erstveröffentlichung: 13. April 2018                                                        |
| 2018 | Cika Cika Rahat            | DE90 (5 Wo.)DE | — | CH40 (2 Wo.)CH | Erstveröffentlichung: 1. Juni 2018 feat. Xhensila Myrtezaj                                  |
| 2019 | Zina Rahat                 | — | — | — | Erstveröffentlichung: 29. März 2019                                                         |
| 2019 | Wie im Traum Rahat         | DE15 (11 Wo.)DE | AT27 (7 Wo.)AT | CH37 Gold · (3 Wo.)CH | Erstveröffentlichung: 26. April 2019 Verkäufe: + 10.000; feat. Fero47                       |
| 2019 | Wallah ich leb Rahat       | DE77 (1 Wo.)DE | — | — | Erstveröffentlichung: 7. Juni 2019                                                          |
| 2019 | Arrita –                   | — | — | — | Erstveröffentlichung: 25. Juni 2019                                                         |
| 2019 | Million –                  | — | — | — | Erstveröffentlichung: 12. Juli 2019 Verkäufe: + 40.000; mit Ricky Rich & Kids of Revolution |
| 2019 | Meine Liebe Rahat          | — | — | CH73 (1 Wo.)CH | Erstveröffentlichung: 2. August 2019 feat. Elvana Gjata                                     |
| 2019 | Casino Rahat               | — | — | — | Erstveröffentlichung: 30. August 2019                                                       |
| 2019 | Luna –                     | — | — | — | Erstveröffentlichung: 6. Dezember 2019                                                      |
| 2020 | Ohne Warnung –             | — | — | — | Erstveröffentlichung: 2. April 2020                                                         |
| 2020 | Modela –                   | DE49 (2 Wo.)DE | — | CH35 (4 Wo.)CH | Erstveröffentlichung: 22. Mai 2020                                                          |
| 2020 | Panorama –                 | DE— aDE | — | CH35 (2 Wo.)CH | Erstveröffentlichung: 10. Juli 2020 feat. Xhensila Myrtezaj                                 |
| 2020 | Reggaeton –                | DE— bDE | — | — | Erstveröffentlichung: 14. August 2020                                                       |
| 2020 | Juliet –                   | DE— cDE | — | CH85 (1 Wo.)CH | Erstveröffentlichung: 9. Oktober 2020                                                       |
| 2020 | Nur noch einmal –          | — | — | — | Erstveröffentlichung: 11. Dezember 2020                                                     |
| 2021 | Nichts für immer –         | DE— dDE | — | — | Erstveröffentlichung: 29. Januar 2021 feat. Ngee                                            |
| 2021 | Ka je bonita 10            | DE— eDE | — | — | Erstveröffentlichung: 5. März 2021                                                          |
| 2021 | Baila Morena 10            | DE— fDE | — | — | Erstveröffentlichung: 16. April 2021                                                        |
| 2021 | Paname 10                  | — | — | CH90 (1 Wo.)CH | Erstveröffentlichung: 7. Mai 2021                                                           |
| 2021 | Adrenalina –               | DE— gDE | — | CH92 (1 Wo.)CH | Erstveröffentlichung: 9. Juli 2021 feat. Finem                                              |
| 2021 | Pina Whiskey Aventura      | DE68 (1 Wo.)DE | — | CH39 (2 Wo.)CH | Erstveröffentlichung: 29. Oktober 2021                                                      |
| 2022 | Tranova Aventura           | DE— hDE | — | CH77 (1 Wo.)CH | Erstveröffentlichung: 1. April 2022                                                         |
| 2022 | Lotto Aventura             | DE— iDE | — | CH28 (3 Wo.)CH | Erstveröffentlichung: 6. Mai 2022                                                           |
| 2022 | Aventura                   | — | — | CH43 (2 Wo.)CH | Erstveröffentlichung: 27. Mai 2022 feat. Noizy                                              |
| 2022 | Gelato Aventura            | — | — | CH68 (1 Wo.)CH | Erstveröffentlichung: 30. Juni 2022 feat. Ledri Vula                                        |
| 2022 | Atlantik –                 | — | — | — | Erstveröffentlichung: 9. Dezember 2022                                                      |
| 2023 | 3 Panamera –               | — | — | — | Erstveröffentlichung: 3. März 2023                                                          |
| 2023 | Maria –                    | — | — | — | Erstveröffentlichung: 14. April 2023                                                        |
| 2023 | Skena koh –                | — | — | — | Erstveröffentlichung: 19. Mai 2023                                                          |
| 2023 | Valle Kosovare –           | — | — | CH46 (2 Wo.)CH | Erstveröffentlichung: 16. Juni 2023 feat. Shpat Kasapi                                      |
| 2023 | Ku jena –                  | — | — | — | Erstveröffentlichung: 27. Oktober 2023                                                      |
| 2024 | Paparazzi Vegeta           | — | — | — | Erstveröffentlichung: 2. Februar 2024                                                       |
| 2024 | Nona Vegeta                | — | — | — | Erstveröffentlichung: 8. März 2024                                                          |
| 2024 | Teuer Vegeta               | — | — | — | Erstveröffentlichung: 19. April 2024                                                        |
| 2024 | Ma Bebe Vegeta             | — | — | — | Erstveröffentlichung: 10. Mai 2024 feat. L.A.X                                              |
| 2024 | Medusa Vegeta              | — | — | — | Erstveröffentlichung: 23. Mai 2024 feat. Safraoui                                           |
| Folgende Lieder erschienen nicht als Single, wurden aber durch das Album zum Download und Streaming bereitgestellt und konnten somit eine Platzierung erlangen: |                            | | | |                                                                                             |
| |                            | | | |                                                                                             |
| 2021 | Warum 10                   | DE— jDE | — | — | Charteinstieg: 4. Juni 2021 feat. Aylo                                                      |

### Als Gastmusiker
| Jahr | Titel Album                        | Höchstplatzierung, Gesamtwochen, AuszeichnungChartplatzierungen (Jahr, Titel, Album, Platzierungen, Wochen, Auszeichnungen, Anmerkungen) | Höchstplatzierung, Gesamtwochen, AuszeichnungChartplatzierungen (Jahr, Titel, Album, Platzierungen, Wochen, Auszeichnungen, Anmerkungen) | Höchstplatzierung, Gesamtwochen, AuszeichnungChartplatzierungen (Jahr, Titel, Album, Platzierungen, Wochen, Auszeichnungen, Anmerkungen) | Anmerkungen                                                                   |
| Jahr | Titel Album                        | DE | AT | CH | Anmerkungen                                                                   |
| --- | ---------------------------------- | --- | --- | --- | ----------------------------------------------------------------------------- |
| 2012 | Make You Mine –                    | — | — | — | Erstveröffentlichung: 13. November 2012 Andy B. Jones feat. Ardian Bujupi     |
| 2014 | Feel Best of Genta                 | — | — | — | Erstveröffentlichung: 17. Mai 2014 Genta Ismajli feat. Ardian Bujupi & Dalool |
| 2017 | Te du krejt –                      | — | — | — | Erstveröffentlichung: 14. Juli 2017 Dalool feat. Ardian Bujupi                |
| 2018 | Handschellen Zero                  | — | — | — | Erstveröffentlichung: 19. Januar 2018 Payy feat. Ardian Bujupi                |
| 2018 | San Andreas –                      | — | — | — | Erstveröffentlichung: 17. August 2018 Remoe feat. Ardian Bujupi               |
| 2018 | Varadero Press Play                | — | — | — | Erstveröffentlichung: 24. August 2018 AriBeatz feat. Ardian Bujupi & Ozel     |
| 2018 | Kalle Kanun                        | — | — | — | Erstveröffentlichung: 12. Oktober 2018 Gent feat. Ardian Bujupi               |
| 2018 | Guns & Roses –                     | — | — | — | Erstveröffentlichung: 18. Dezember 2018 Helly Luv feat. Ardian Bujupi         |
| 2018 | Du bist anders Habuubz, Vol. 1     | DE73 (2 Wo.)DE | — | — | Erstveröffentlichung: 10. August 2018 Fard feat. Ardian Bujupi                |
| 2019 | Kein Ende Hayat                    | — | — | — | Erstveröffentlichung: 3. Oktober 2019 Payy feat. Ardian Bujupi                |
| 2020 | Te dua Amal                        | — | — | CH79 (1 Wo.)CH | Erstveröffentlichung: 28. August 2020 Mudi feat. Ardian Bujupi                |
| 2020 | Jepi –                             | DE— kDE | — | — | Erstveröffentlichung: 29. Oktober 2020 Gent feat. Ardian Bujupi               |
| 2020 | Marilyn Monroe DNA                 | — | — | — | Erstveröffentlichung: 6. November 2020 Nazar feat. Ardian Bujupi              |
| 2021 | Alleen Mon Voyage                  | — | — | — | Erstveröffentlichung: 18. Juni 2021 Dystinct feat. Ardian Bujupi              |
| 2021 | Uber –                             | DE— lDE | — | — | Erstveröffentlichung: 25. Juni 2021 Jiggo feat. Ardian Bujupi                 |
| 2021 | Private Room –                     | — | — | — | Erstveröffentlichung: 27. August 2021 Fousy feat. Ardian Bujupi               |
| 2022 | Wenn du weinst –                   | DE— mDE | — | — | Erstveröffentlichung: 21. Januar 2022 Coach Bennet feat. Ardian Bujupi        |
| 2022 | Rakastunu Gangstaa (Lotto Remix) – | — | — | — | Erstveröffentlichung: 2. September 2022 Davi feat. Ardian Bujupi              |
| 2022 | Benzin –                           | — | — | — | Erstveröffentlichung: 21. Oktober 2022 Fero47 feat. Ardian Bujupi             |
| 2022 | Oublie-moi (Remix) –               | — | — | — | Erstveröffentlichung: 18. November 2022 Emkal feat. Ardian Bujupi             |
| 2023 | Salla bir daha Detox               | — | — | — | Erstveröffentlichung: 20. Januar 2023 Mel feat. Ardian Bujupi                 |
| 2023 | Wo bist du? –                      | — | — | — | Erstveröffentlichung: 28. April 2023 Mario Novembre feat. Ardian Bujupi       |
| 2023 | Blood Diamond –                    | — | — | — | Erstveröffentlichung: 9. Juni 2023 Nazar feat. Ardian Bujupi                  |
| 2023 | Kurr ne jet –                      | — | — | — | Erstveröffentlichung: 21. Juli 2023 Yusuf & Yasin feat. Ardian Bujupi         |
| 2023 | Kilometra –                        | — | — | — | Erstveröffentlichung: 8. Dezember 2023 DJ Gimi-O feat. Ardian Bujupi          |
| 2023 | O jetë –                           | — | — | CH56 (3 Wo.)CH | Erstveröffentlichung: 25. Dezember 2023 Tayna feat. Ardian Bujupi             |
| Folgende Lieder erschienen nicht als Single, wurden aber durch das Album zum Download und Streaming bereitgestellt und konnten somit eine Platzierung erlangen: |                                    | | | |                                                                               |
| |                                    | | | |                                                                               |
| 2020 | Bebe Jiggx                         | DE— nDE | — | — | Charteinstieg: 25. September 2020 Jiggo feat. Ardian Bujupi                   |

## Musikvideos
| Jahr | Titel              | Regisseur(e)                   |
| ---- | ------------------ | ------------------------------ |
| 2011 | This Is My Time    |                                |
| 2011 | Rise to the Top    |                                |
| 2012 | Make You Mine      |                                |
| 2012 | I’m Feeling Good   | Mikis Fontagnier               |
| 2014 | All Night          | Entermedia                     |
| 2014 | Feel               | Entermedia                     |
| 2014 | Boom Rakatak       | Eugen Kazakov, Sergej Rezvanov |
| 2015 | Joker/All Night II |                                |
| 2015 | A po don me        |                                |
| 2015 | 2005               | Sergej Rezvanov                |
| 2016 | Na jena njo        | XLfilms                        |
| 2016 | E ëmbël            | XLfilms                        |
| 2017 | Intro              |                                |
| 2017 | Keiner             |                                |
| 2017 | Alleles            |                                |
| 2017 | Te du krejt        | Visar Loku                     |
| 2017 | Andiamo            | Leeroy Klauhs                  |
| 2018 | Handschellen       | Cameron Carrasquilla           |
| 2018 | Primadonna         | Emrah Bayka, Dominik Lange     |
| 2018 | Côte d’Azur        | Emrah Bayka, Dominik Lange     |
| 2018 | Arigato            | Leeroy Klauhs                  |
| 2018 | Cika Cika          | Pro Video                      |
| 2018 | Du bist anders     | Leeroy Klauhs                  |
| 2018 | San Andreas        | Str8up.design                  |
| 2018 | Kalle              |                                |
| 2018 | Guns & Roses       | Leeroy Klauhs, Daniel Zlotin   |
| 2019 | Zina               | Leeroy Klauhs                  |
| 2019 | Wie im Traum       | Leeroy Klauhs                  |
| 2019 | Wallah ich leb     | Leeroy Klauhs                  |
| 2019 | Arrita             | Juli Lutovac                   |
| 2019 | Meine Liebe        | Hasan Kuyucu                   |
| 2019 | Casino             | Sinan Sevi, Dominik Ströhle    |
| 2019 | Kein Ende          | Orkan Çe                       |
| 2019 | Luna               | MG Video                       |
| 2020 | Ohne Warnung       |                                |
| 2020 | Modela             | Leeroy Klauhs                  |
| 2020 | Panorama           |                                |
| 2020 | Reggaeton          | Leeroy Klauhs                  |
| 2020 | Te dua             | Weseeon                        |
| 2020 | Juliet             | MG Video                       |
| 2020 | Nur noch einmal    | Hüseyin Yildirim               |
| 2021 | Nichts für immer   | Dominik Braz Bittrich          |
| 2021 | Ka je bonita       | Leeroy Klauhs                  |
| 2021 | Landebahn          | Mikis Fontagnier               |
| 2021 | Baila Morena       | Leeroy Klauhs                  |
| 2021 | Paname             | Leeroy Klauhs                  |
| 2021 | Alleen             | Domingos Borges de Brito       |
| 2021 | Uber               | Louis Stade                    |
| 2021 | Adrenalina         | Entermedia.tv                  |
| 2021 | Pina Whiskey       | MG Video                       |
| 2022 | Wenn du weinst     |                                |
| 2022 | Tranova            | Entermedia.tv                  |
| 2022 | Lotto              | Leeroy Klauhs                  |
| 2022 | Aventura           | Entermedia.tv                  |
| 2022 | Gelato             | Entermedia.tv                  |
| 2022 | Benzin             | Omely                          |
| 2022 | Atlantik           | Leeroy                         |
| 2023 | Salla bir daha     | Emin Simsek                    |
| 2023 | 3 Panamera         | Mister Kay                     |
| 2023 | Maria              | Sekuence                       |
| 2023 | Wo bist du?        | Lukas Holler                   |
| 2023 | Skena koh          | Sekuence                       |
| 2023 | Valle Kosovare     | Sekuence                       |
| 2023 | Ku jena            |                                |
| 2023 | Kilometra          | Fati                           |
| 2023 | O jetë             |                                |
| 2024 | Paparazzi          | Niko Kaouris                   |
| 2024 | Nona               | Leeroy Klauhs                  |
| 2024 | Teuer              | Leeroy Klauhs                  |
| 2024 | Ma Bebe            | Leeroy Klauhs                  |

## Sonderveröffentlichungen

### Alben
| Jahr | Titel Musiklabel               | Anmerkungen                                                     |
| ---- | ------------------------------ | --------------------------------------------------------------- |
| 2019 | FLM EP Columbia Records (Sony) | Erstveröffentlichung: 6. September 2019 Teil von Rahat (Boxset) |

### Lieder
| Jahr | Titel Album                         | Anmerkungen |
| ---- | ----------------------------------- | --- |
| 2014 | Krejt botën me shëtit Dimi e patika | Erstveröffentlichung: 12. Juli 2014 Gjira feat. Ardian Bujupi                                                     |
| 2014 | Feel Best of Genta                  | Erstveröffentlichung: 28. November 2014 Genta Ismajli feat. Ardian Bujupi & Dalool                                |
| 2017 | Alles für die Fam Nano              | Erstveröffentlichung: 2. Juni 2017 Remoe feat. Ardian Bujupi                                                      |
| 2018 | Ja ka vlejt Woodstock               | Erstveröffentlichung: 12. Januar 2018 Hooss feat. Ardian Bujupi                                                   |
| 2018 | Handschellen Zero                   | Erstveröffentlichung: 26. Januar 2018 Payy feat. Ardian Bujupi                                                    |
| 2018 | Du bist anders Habuubz, Vol. 1      | Erstveröffentlichung: 24. August 2018 Fard feat. Ardian Bujupi                                                    |
| 2019 | Kalle Kanun                         | Erstveröffentlichung: 15. März 2019 Gent feat. Ardian Bujupi                                                      |
| 2019 | wie die andern Alélo                | Erstveröffentlichung: 12. April 2019 Fousy feat. Ardian Bujupi                                                    |
| 2019 | Gina French Rivera, Vol. 3          | Erstveröffentlichung: 26. April 2019 Hooss feat. Ardian Bujupi                                                    |
| 2019 | Undercover Fastlife                 | Erstveröffentlichung: 12. Juli 2019 Lijpe feat. Ardian Bujupi                                                     |
| 2019 | La vida es buena Est. 1991          | Erstveröffentlichung: 9. August 2019 Laruzo feat. Ardian Bujupi                                                   |
| 2019 | Varadero Press Play                 | Erstveröffentlichung: 22. November 2019 AriBeatz feat. Ardian Bujupi & Ozel                                       |
| 2019 | Kein Ende Hayat                     | Erstveröffentlichung: 13. Dezember 2019 Payy feat. Ardian Bujupi                                                  |
| 2020 | Auto blu (Remix) Auto blu (Single)  | Erstveröffentlichung: 26. März 2020 Shiva feat. Eiffel 65 & Ardian Bujupi; Original: Eiffel 65 – Blue (Da Ba Dee) |
| 2020 | Bebe Jiggx                          | Erstveröffentlichung: 18. September 2020 Jiggo feat. Ardian Bujupi                                                |
| 2020 | Marilyn Monroe DNA                  | Erstveröffentlichung: 4. Dezember 2020 Nazar feat. Ardian Bujupi                                                  |
| 2021 | Te dua Amal                         | Erstveröffentlichung: 8. Januar 2021 Mudi feat. Ardian Bujupi                                                     |
| 2021 | Landebahn Mai Tai                   | Erstveröffentlichung: 26. März 2021 Vanessa Mai feat. Ardian Bujupi                                               |
| 2021 | Alleen Mon Voyage                   | Erstveröffentlichung: 9. Juli 2021 Dystinct feat. Ardian Bujupi                                                   |
| 2023 | Salla bir daha Detox                | Erstveröffentlichung: 17. März 2023 Mel feat. Ardian Bujupi                                                       |

## Statistik

### Chartauswertung
|                     | DE    | AT    | CH    |
| ------------------- | ----- | ----- | ----- |
| Nummer-eins-Alben   | DE—DE | AT—AT | CH—CH |
| Top-10-Alben        | DE—DE | AT—AT | CH—CH |
| Alben in den Charts | DE6DE | AT3AT | CH7CH |

|                       | DE    | AT    | CH     |
| --------------------- | ----- | ----- | ------ |
| Nummer-eins-Singles   | DE—DE | AT—AT | CH—CH  |
| Top-10-Singles        | DE—DE | AT—AT | CH—CH  |
| Singles in den Charts | DE8DE | AT2AT | CH17CH |

### Auszeichnungen für Musikverkäufe
| Goldene Schallplatte - Schweden - 2021: für die Single Million - Schweiz - 2024: für das Lied Peligrosa |

Anmerkung: Auszeichnungen in Ländern aus den Charttabellen bzw. Chartboxen sind in ebendiesen zu finden.
| Land/RegionAuszeichnungen für Musikverkäufe (Land/Region, Auszeichnungen, Verkäufe, Quellen) | Gold     | Platin | Verkäufe | Quellen              |
| -------------------------------------------------------------------------------------------- | -------- | ------ | -------- | -------------------- |
| Schweden (IFPI)                                                                              | Gold1    | —      | 40.000   | sverigetopplistan.se |
| Schweiz (IFPI)                                                                               | 2× Gold2 | —      | 20.000   | hitparade.ch         |
| Insgesamt                                                                                    | 3× Gold3 | —      |          |                      |